# Hypena obliqualis
Hypena obliqualis is een vlinder uit de familie spinneruilen (Erebidae). De wetenschappelijke naam is voor het eerst geldig gepubliceerd in 1844 door Kollar.
De soort komt voor in tropisch Afrika.